# Прокамбий

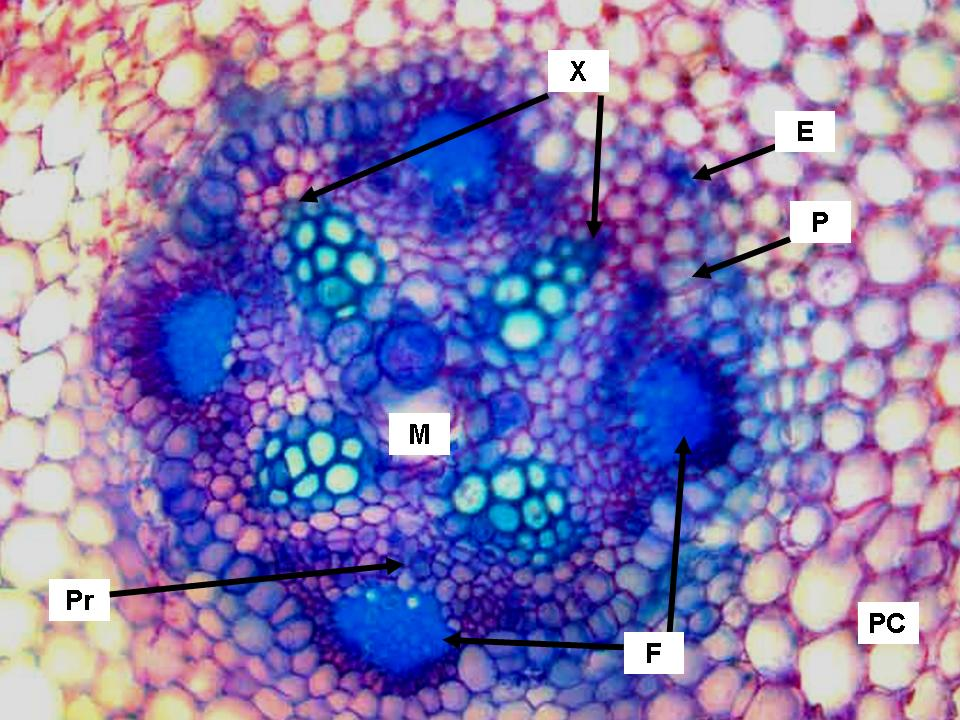
Поперечный срез молодого корня Фасоль|фасоли (Phaseolus). PC — паренхима первичной коры; E — эндодерма; Р — перицикл; Х — ксилема; F — флоэма; Pr — прокамбий; М — сердцевина.

Прока́мбий (лат. procambium) — первичная васкулярная (т. е. дающая начало проводящим тканям) меристема. Состоит из однородных прозенхимных тонкостенных слабовакуолизированных клеток, которые далее дифференцируются в элементы первичных проводящих тканей — первичных флоэмы и ксилемы.
Клетки прокамбия интенсивно растут в длину, делятся в разных направлениях.
У голосеменных и двудольных покрытосеменных ещё до конца дифференциации прокамбия в первичные проводящие ткани из среднего слоя его клеток, делящихся периклинально (т. е. параллельно поверхности органа), вычленяются клетки камбия. У однодольных же камбия нет, и прокамбий расходуется целиком на образование закрытых проводящих пучков. В корне из прокамбия также образуется перицикл.
В стебле прокамбий закладывается в виде меристематических тяжей в конусе нарастания побега при заложении на нём листовых зачатков (примордиев). В корне сплошного цилиндра (или кольца) в конусе нарастания корня среди основной меристемы.